# Фінбош

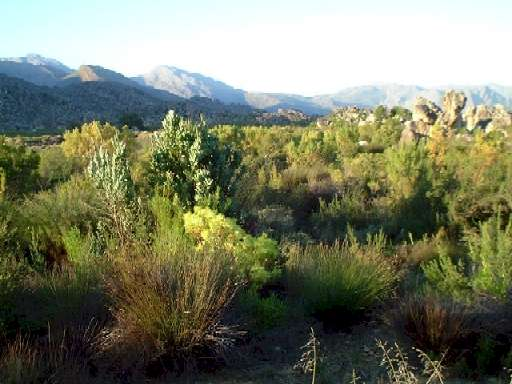
Фінбош

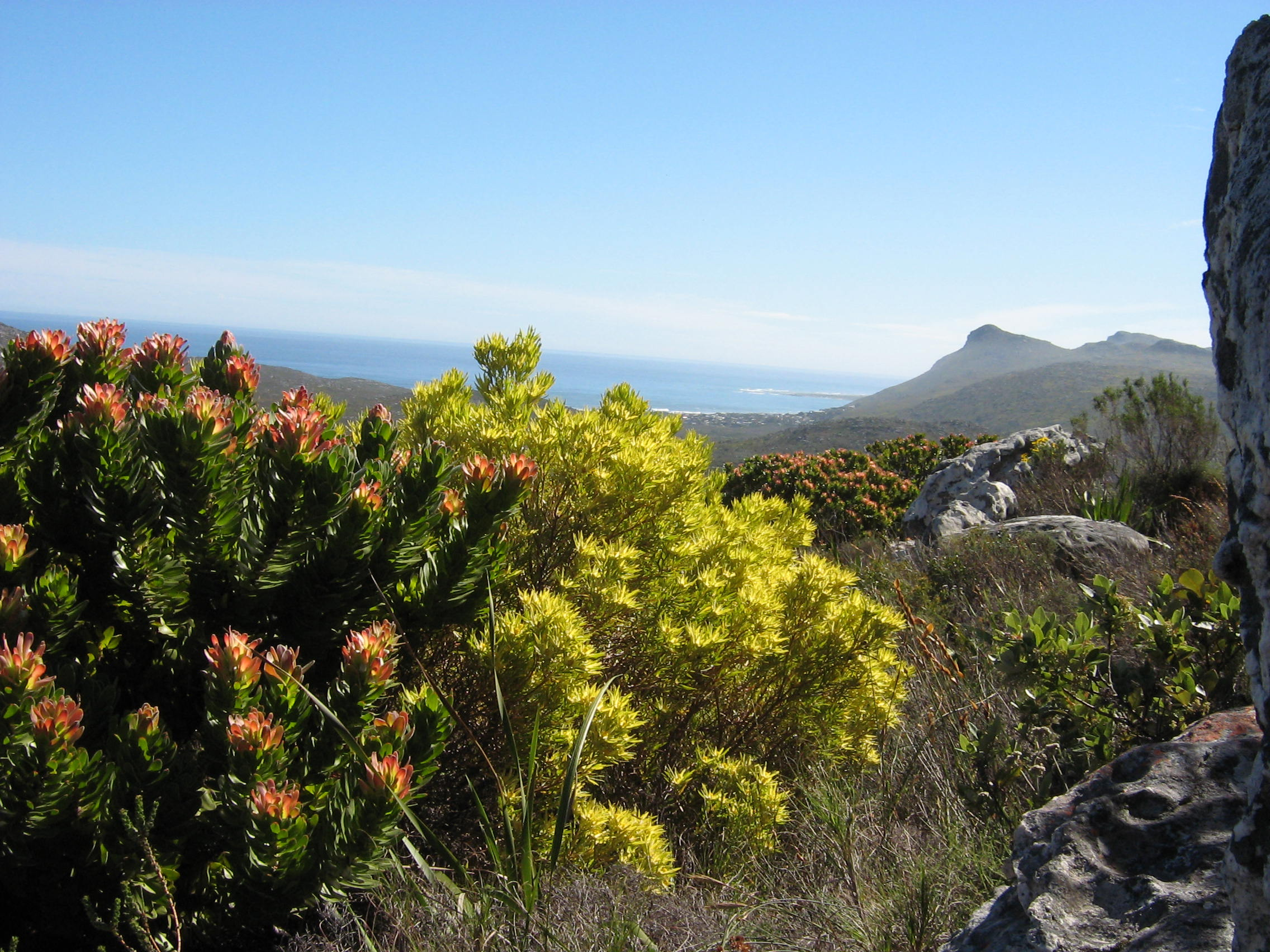
Гірський фінбош

Фінбош (афр. fynbos) — тип чагарникової рослинності, що переважає на території Капської області ПАР, найбагатшого видами флористичного царства планети. Займає площу 46 000 км². Схожий, але менш різноманітними видами тип рослинності зустрічається в Середземномор'ї (де він називається маквіс), центральному Чилі (чилійський маторраль), південному сході та південному заході Австралії (Квонган), в американському штаті Каліфорнія (каліфорнійський чапараль), де як і в місцях зростання фінбоша переважає середземноморський клімат.

## Історія
Таку назву фінбошу дали перші голландські переселенці Капської колонії. Так вони назвали незвичайну для Нідерландів рослинність, що переважає в районі Кейптауна. Мовою африкаанс слово «фінбош» означає «невеликий чагарник».

## Географія
Як і сама Капська область, фінбош, що входить до її складу тягнеться в прибережній смузі шириною 100–200 км вздовж узбережжя Атлантичного і Індійського океанів від м. Кланвільям на заході до Порт-Елізабет на сході, займаючи 50% площі Капської області й маючи 80% видів її рослин. Видове різноманіття знижується в міру руху з заходу на схід області. Фінбош має до 9000 видів рослин, 6200 з яких — ендеміки, і є найрізноманітнішим біомом світу. Наприклад, тільки в районі Кейптауна і Столової гори зустрічається 2200 видів рослин, тобто більше, ніж у всій Великій Британії чи Голландії (1400 видів). Фінбош займає лише 6% території ПАР і 0,5% території Африки, але в ньому росте близько 20% африканських видів рослин.

## Флора
Як і маквіс, фінбош складається переважно з вічнозелених твердолистих рослин, які холодостійкі взимку і жаростійкі влітку. Домінують види з родин протейні, вересові, рестієві. Поширені гладіолуси, лілійні (у тому числі лахеналі). Є понад 1400 видів цибулинних рослин.

## Біовідновлення
З точки зору людини, чагарники фінбошу надзвичайно пожежонебезпечні, проте вогонь для фінбоша — природне джерело оновлення рослинності та збагачення ґрунту мінералами, необхідними для проростання нового насіння. Останнім часом фінбош сильно потерпає через вплив людини, зокрема від акліматизованих видів типу сосни і акації. Для захисту фінбошу в багатьох місцях створено заповідники.